# Каратума (залив)
Каратума — бывший залив на востоке Аральского моря. Находился на границе Казахстана (Аральский район Кызылординской области) и Узбекистана (Республика Каракалпакстан). До 1980 года суша залива протягивалась до 23—25 км. Глубина воды составляла 1—3 м. В связи с высыханием Аральского море залив превратился в пустынную местность.